# Canal+ Action
Canal+ Action este un canal TV de sport și filme de la M7 Group (deținut de Canal+ Group), care difuzează în Țările de Jos, Republica Cehă, Slovacia, Austria și Ungaria.